# المعهد الوطني العالي للموسيقى
المعهد الوطني العالي للموسيقى (بالأمازيغية: Lⴰⴽⵓⵍ ⵄⵎoⴽⵔⴰⵏⴻ ⵟⴰⴳⵀⴻⵏoⵓⵉⵜⵀ) هو معهد موسيقى يقع في بلدية القصبة ضمن ولاية الجزائر تحت إشراف وزارة الثقافة الجزائرية.

## الإنشاء
تمت ترقية «المعهد الوطني للموسيقى بالجزائر» إلى «المعهد الوطني العالي للموسيقى بالجزائر» بمقتضى المرسوم التنفيذي رقم 92-185 المؤرخ في 12 ماي 1992م.
وتلا ذلك إنشاء «شهادة الدراسات العليا الموسيقية» بمقتضى المرسوم التنفيذي رقم 92-186 المؤرخ في 12 ماي 1992م.
وتم تحديد نظام الدراسات، ومحتوى البرامج، وضوابط منح الشهادات في هذا المعهد بموجب قرار وزاري مشترك صادر بتاريخ 1 ديسمبر 1992م.
وتم ضبط إجراءات تنظيم المجلس البيداغوجي للمعهد وكذا هيكله التنظيمي بموجب قرارين وزاريين مشتركين صادرين بتاريخ 14 ديسمبر 1992م.
وجاءت سنة 1993م لتسمح بإنشاء اللجنة القطاعية الخاصة بالوصاية البيداغوجية على مؤسسات التعليم العالي التابعة لوزارة الثقافة الجزائرية بموجب قرار وزاري مشترك صادر بتاريخ 17 فيفري 1993م.
وقد تمت هيكلة عمال هذا المعهد ضمن موظفي الأسلاك الخاصة في قطاع التعليم العالي عبر قانون خاص بمقتضى المرسوم التنفيذي رقم 93-214 المؤرخ في 27 سبتمبر 1993م.
وجاءت سنة 2000م ليتم أثناءها تنظيم هذا المعهد بموجب قرار وزاري مشترك صادر بتاريخ 22 نوفمبر 2000م.

## الهيكل التنظيمي
تمت هيكلة «المعهد الوطني العالي للموسيقى» وفق خمس مصالح رئيسية:
- المديرية العامة التي يشرف عليها مدير المعهد.
- المديرية الفرعية المكلفة بالإدارة والمالية.
- المديرية الفرعية المكلفة بالشؤون البيداغوجية.
- مجلس التوجيه.
- المجلس البيداغوجي.

## الأهداف
يهدف «المعهد الوطني العالي للموسيقى» إلى الحفاظ والتعليم والتطوير لمجال الموسيقى في الثقافة الجزائرية.
كما يشرف على التكوين الموسيقي العالي للطلاب في مختلف التخصصات وفق برنامج وزارة الثقافة الجزائرية.

## إدارة التكوين
تقوم إدارة التكوين في «المعهد الوطني العالي للموسيقى» بتسيير النشاطات التعليمية والتكوينية وفق تخصصات مختلفة.
وتتكون المديرية الفرعية للتكوين في هذه المؤسسة الثقافية من عدة مصالح.

### مصلحة علم الموسيقى
تسهر «مصلحة علم الموسيقى» على مباشرة تعليم الموسيقى في المعهد بواسطة مختلف التقنيات الموسيقية.
ويتم التعلم اللحني مع المفتاح الموسيقي تحت إشراف أساتذة مختصين ووجود آلة موسيقية عديدة.
ويستفيد طلبة المعهد من دروس نظرية في تأليف موسيقي ونظرية الموسيقى وتاريخ الموسيقى.
كما يضم برنامج التدريس كلا من التربية الموسيقية وقيادة فرقة موسيقية.

### مصلحة الآلات الموسيقية والغناء

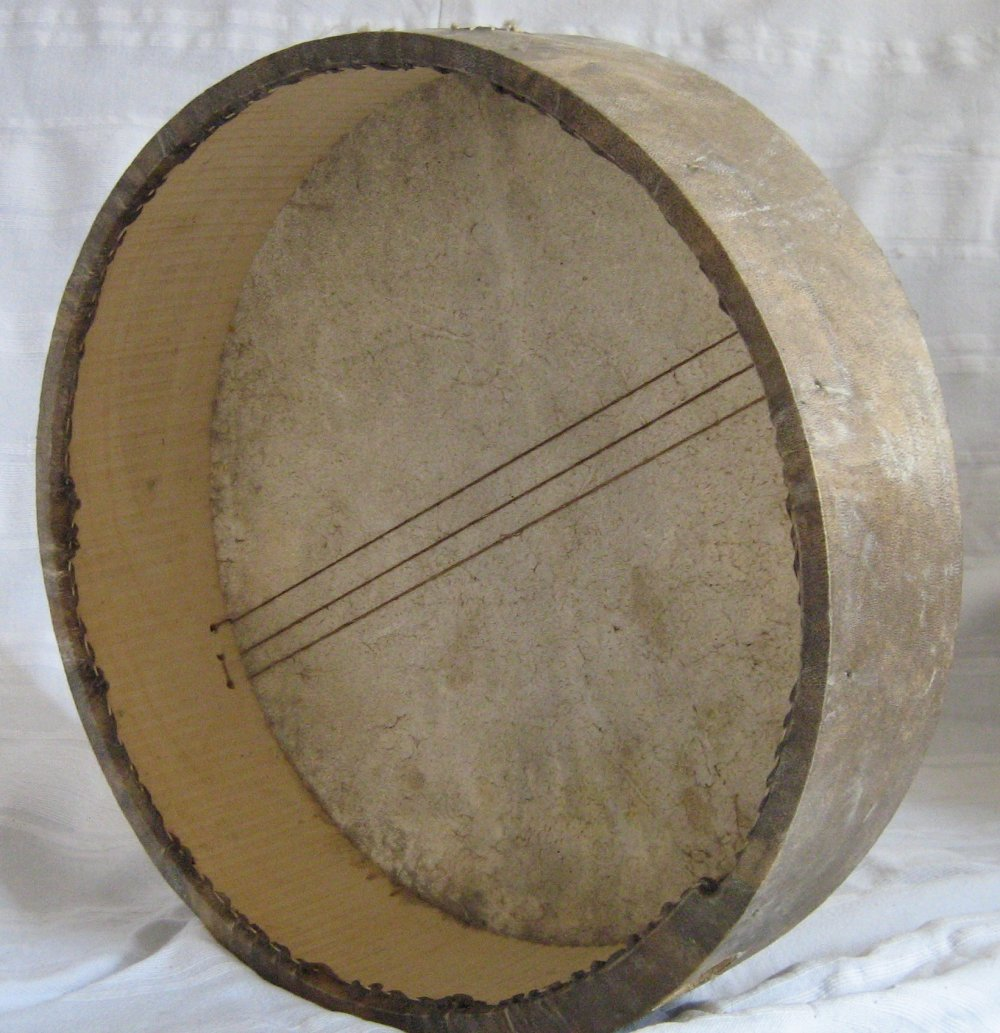
البندير

تسهر «مصلحة الآلات الموسيقية والغناء» على مباشرة تعليم وتدريب طلبة المعهد على الصوتيات الطبيعية والاصطناعية.
ويتم تدريب الطلاب على استعمال الآلات الوترية كالمندول والعود والكمان والقيثارة.
كما يتدرب الطلاب على استعمال الآلات الهوائية مثل الناي والبوق.
وتُضاف إلى ذلك الآلات الإيقاعية التي يتكون عليها الطلبة، ومن بينها كالدف والدربوكة والبندير والطبل.
ويستفيد الطلبة من تدريس وتدريب على استعمال البيانو وممارسة الغناء.

### مصلحة الدراسات والتربصات والوسائل البيداغوجية
تسهر «مصلحة الدراسات والتربصات والوسائل البيداغوجية» على تأطير المسار الدراسي للطلبة فيما يخص سنوات التكوين وتربصات التدريب وتوفير الوثائق التعليمية والوسائل البيداغوجية.

### مصلحة الإدارة والمالية
تسهر «مصلحة الإدارة والمالية» على تأطير العمال والشؤون الاجتماعية والثقافية ذ، مع ضمان وسائل تسيير وصيانة المعهد من أجل السماح للطلبة بالدراسة في ظروف ممتازة.
ويتم تسيير ميزانية المعهد بما يجعل التدريس والإقامة الداخلية للطلبة تحققان ظروف النجاح والكفاءة والمهارة الثقافية للفنانين الذين يتخرجون من هذا المعهد.

## مكتبة الصور

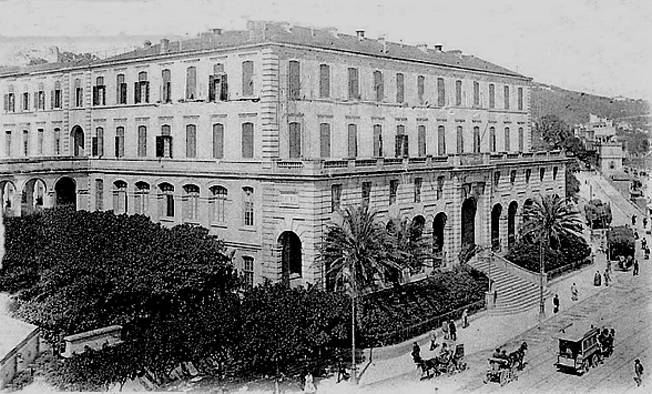
ثانوية الأمير عبد القادر
بلدية القصبة
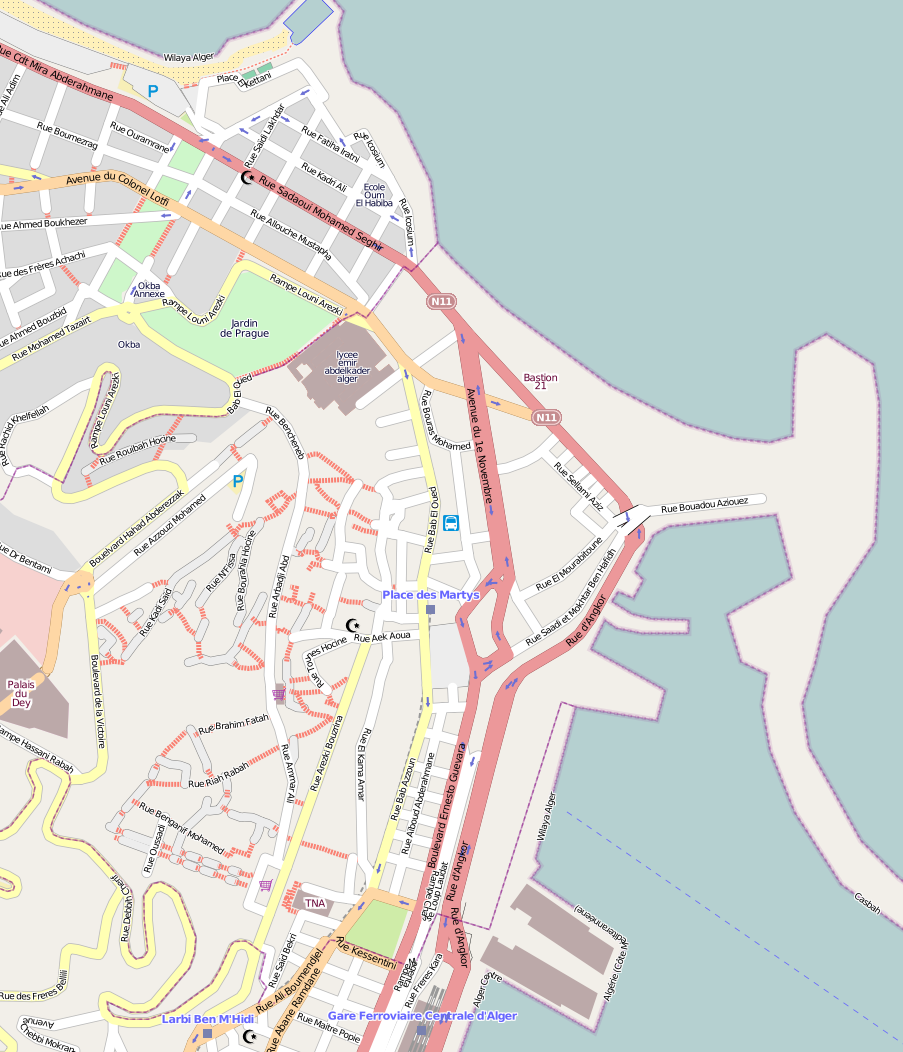
موقع المعهد الوطني العالي للموسيقى
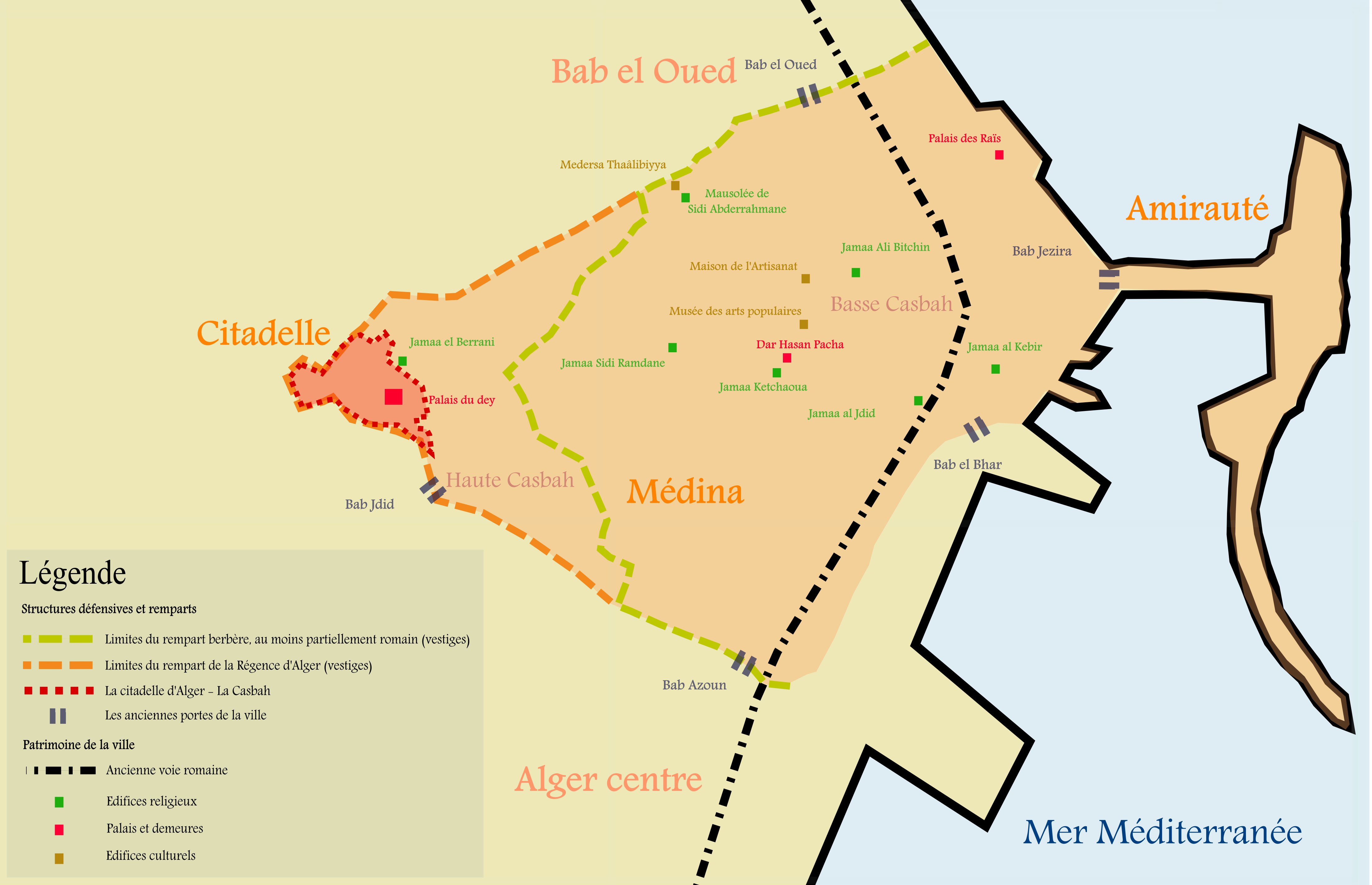
موقع المعهد الوطني العالي للموسيقى
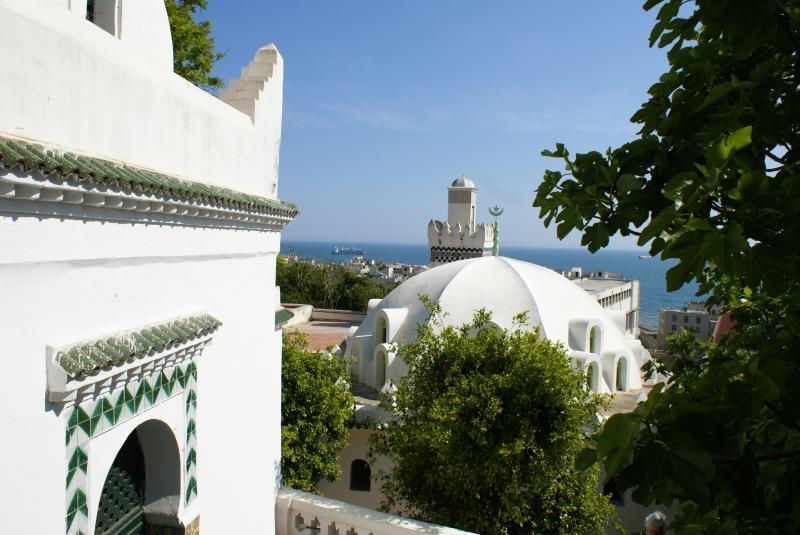
مسجد سيدي عبد الرحمان الثعالبي
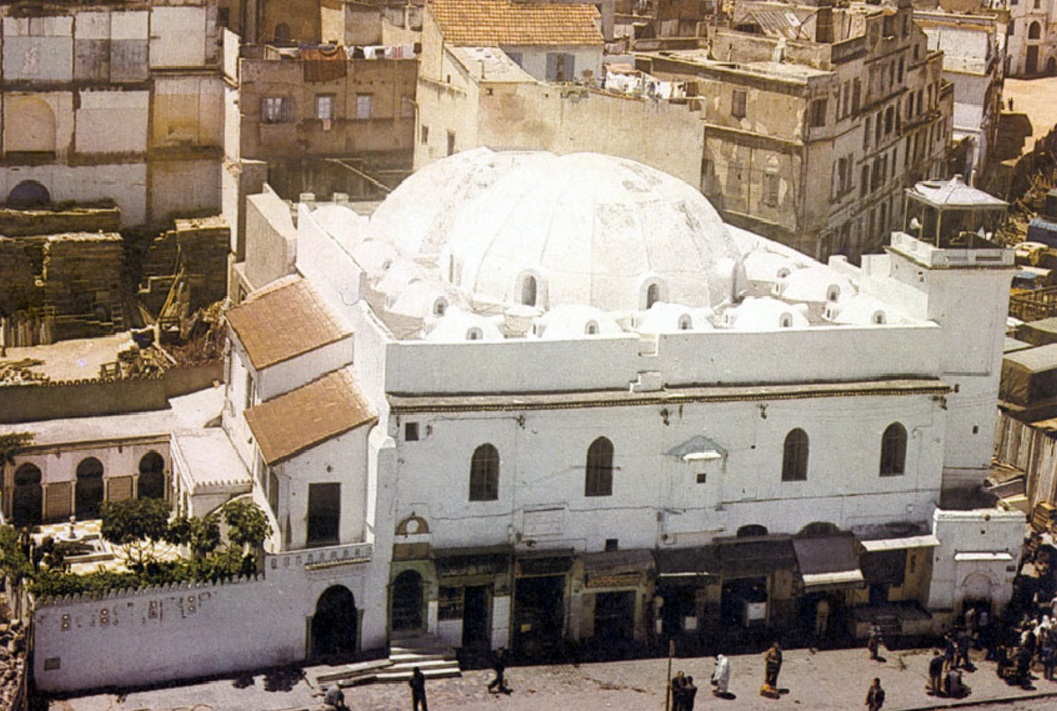
مسجد علي بتشين
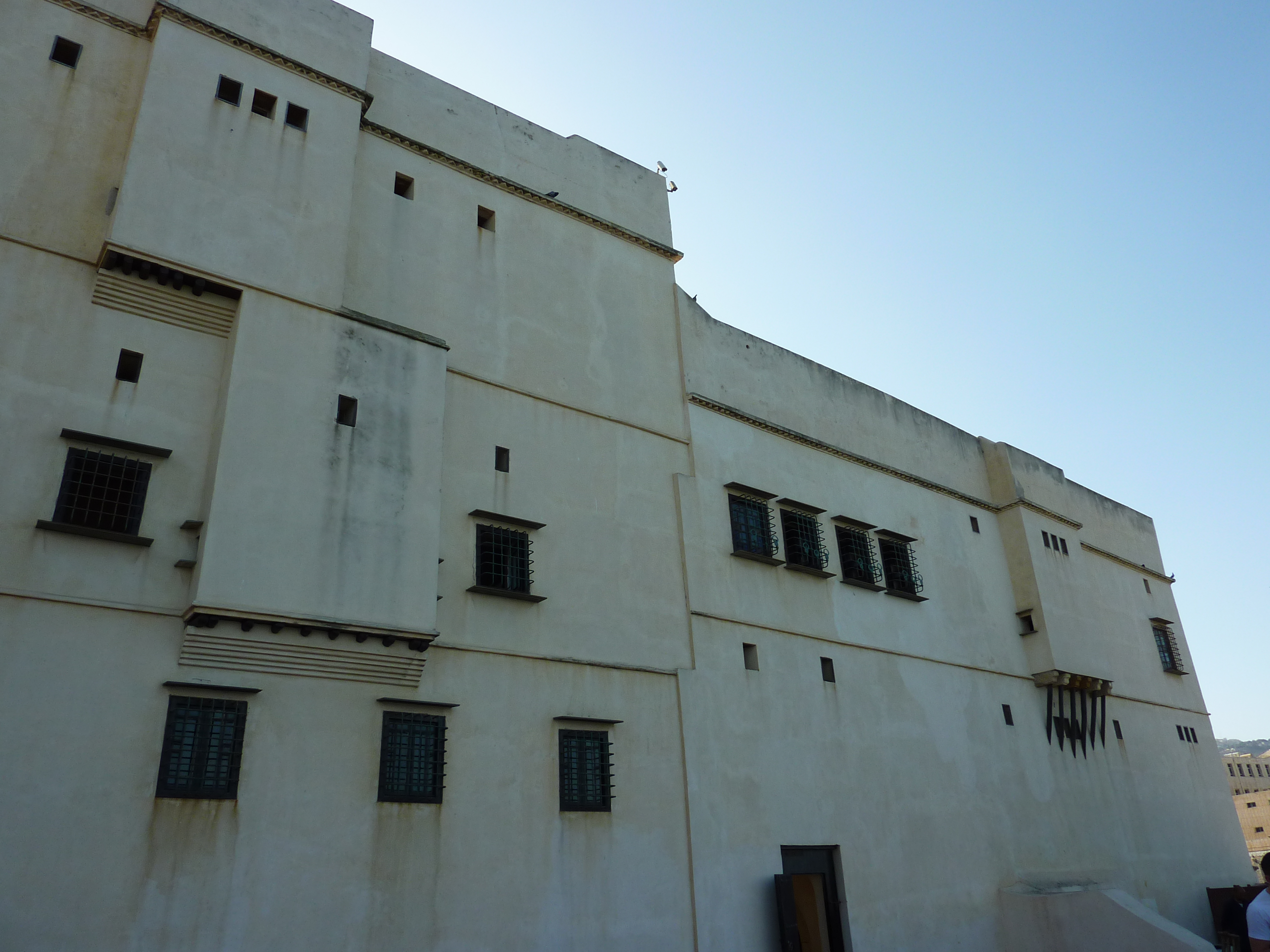
قصر الرياس
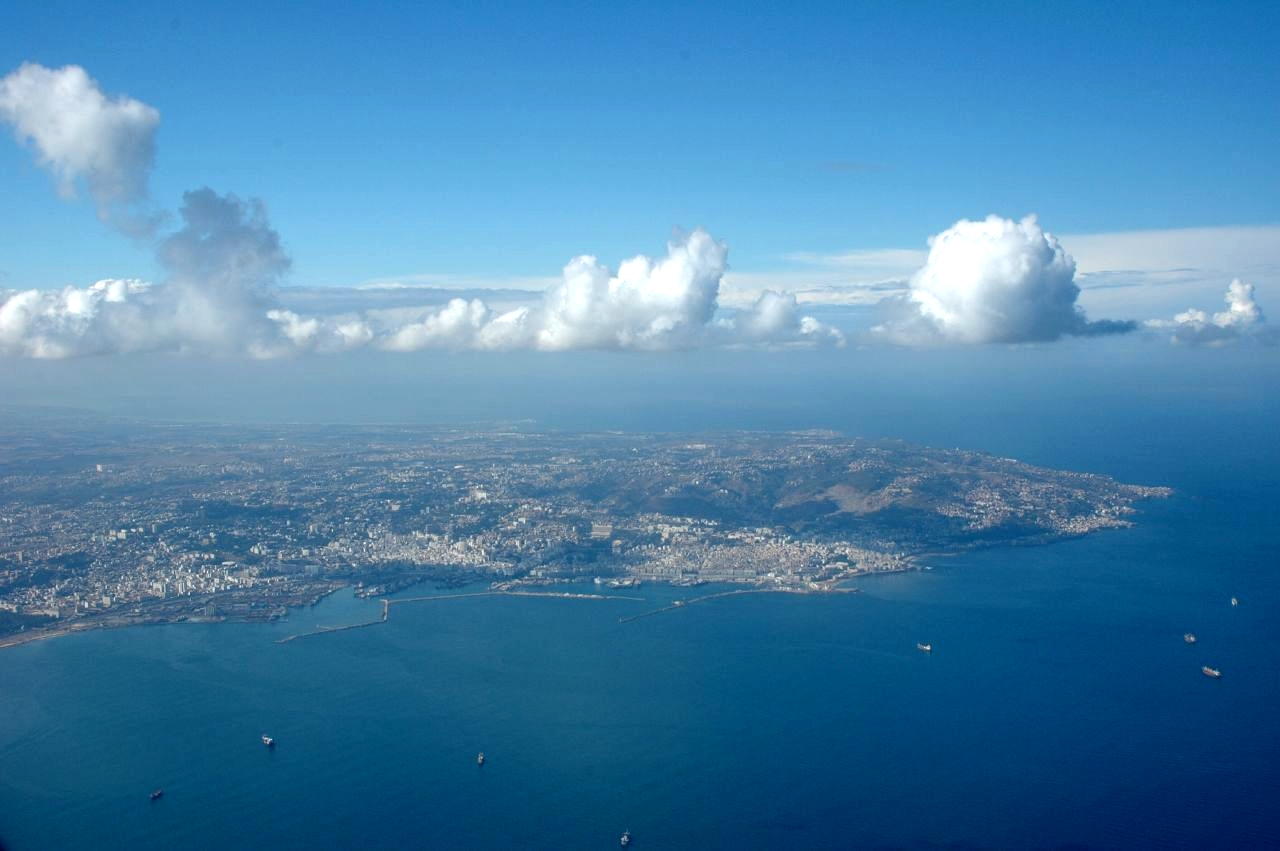
خليج الجزائر

### مواضيع ذات صلة
- قائمة المدارس العليا للموسيقى في العالم
- زاوية سي السعدي
- حديقة براغ
- جبال ساحل الجزائر
- قصر الرياس
- ثانوية الأمير عبد القادر
- ساحة باب الوادي
- خليج الجزائر

### فايسبوك
- المعهد الوطني العالي للموسيقى  على فيسبوك.

### فيديوهات
- المعهد الوطني العالي للموسيقى بين القصبة وباب الوادي على يوتيوب
- وثائقي حول باب الوادي على يوتيوب
- صور من باب الوادي على يوتيوب
- مناظر من باب الوادي على يوتيوب